# Самоперевірка
Самоперевірка (англ. Self-test) — здатність системи та її окремих елементів (датчиків, контролерів, джерел живлення, кабельних комунікацій тощо), яка дозволяє на програмному рівні періодично (автоматично чи за командою оператора) перевіряти їх працездатність.